# Tantilla reticulata
Tantilla reticulata (сітчаста багатоніжкова змія) — вид змій родини полозових (Colubridae). Мешкає в Центральній Америці і Колумбії.

## Поширення і екологія
Сітчасті багатоніжкові змії мешкають на сході Нікарагуа, в Коста-Риці, Панамі та на північному заході Колумбії. Вони живуть у вологих рівнинних і гірських тропічних лісах, серед опалого листя. Зустрічаються на висоті до 1345 м над рівнем моря. Відкладають яйця.